# 奧布灣

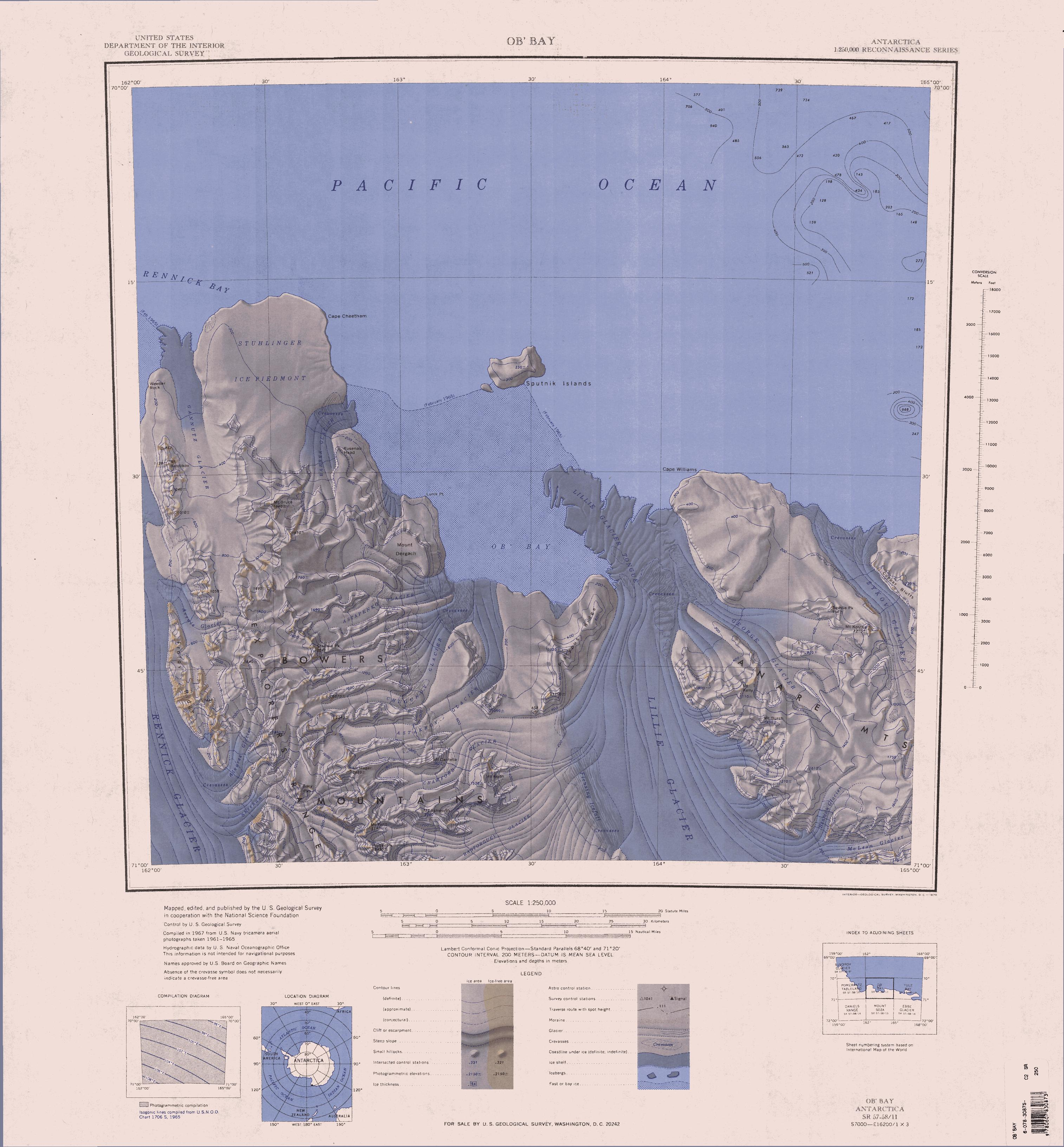

奧布灣是南極洲的海灣，處於盧尼克角和威廉斯角之間，由蘇聯探險隊繪入地圖，以探險隊船隻命名，現時由南極條約體系管理。
70°35′S 163°22′E / 70.583°S 163.367°E